# Патерно (Катанија)
Патерно (итал. Paternò) је насеље у Италији у округу Катанија, региону Сицилија.
Према процени из 2011. у насељу је живело 46030 становника. Насеље се налази на надморској висини од 239 м.

## Становништво
Према резултатима пописа становништва 2011. у општини је живело 47.870 становника.
| 1936.  | 1951.  | 1961.  | 1971.  | 1981.  | 1991.  | 2001.  | 2011.  |
| ------ | ------ | ------ | ------ | ------ | ------ | ------ | ------ |
| 30.021 | 34.264 | 40.899 | 41.830 | 43.432 | 44.266 | 45.725 | 47.870 |

## Партнерски градови
- Менден